# 埃特兰 (加来海峡省)
埃特兰（法語：Étrun，法語發音：[etʁœ̃]）是法国上法蘭西大區加来海峡省的一个市镇，属于阿拉斯区。

## 地理
埃特兰（50°18'51"N, 2°42'4"E）面积2.22 平方千米，位于法国上法蘭西大區加来海峡省，该省份为法国北部沿海省份，西北濒北海，南至索姆省，东临北部省。
与埃特兰接壤的市镇（或旧市镇、城区）包括：马勒伊、蒙圣埃卢瓦、阿涅兹迪藏、迪桑、上阿韦讷。

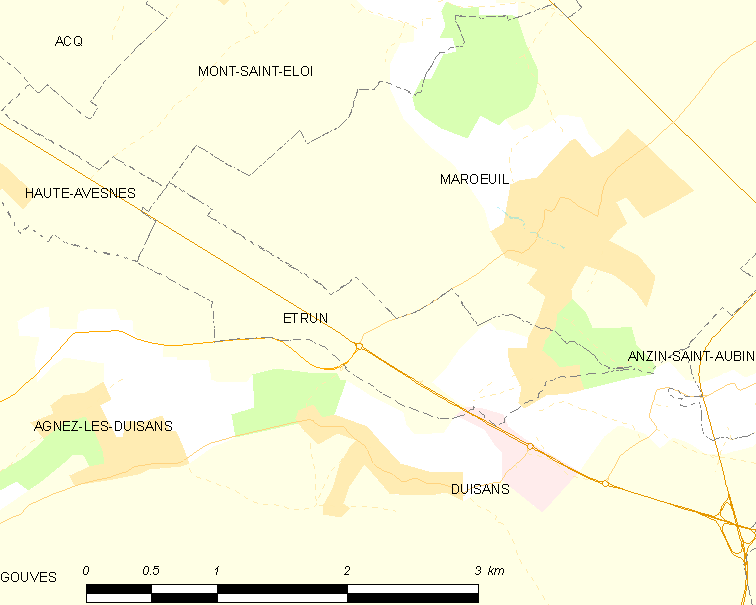
的OSM定位图

埃特兰的时区为UTC+01:00、UTC+02:00（夏令时）。

## 行政
埃特兰的邮政编码为62161，INSEE市镇编码为62320。

## 政治
埃特兰所属的省级选区为阿拉斯第一县。

## 人口

1962-2008年间人口变化图示

埃特兰于2022年1月1日时的人口数量为326人。